# ŠK Futura Humenné
ŠK Futura Humenné – słowacki klub piłkarski, mający siedzbię w mieście Humenné, leżącym na wschodzie kraju.

## Historia
Klub został założony w 1907 roku jako Homonnai Atlétikai Club. Przez lata grał w niższych ligach węgierskich, a następnie czechosłowackich, ale po uzyskaniu niepodległości przez Słowację grał w nowo utworzonej lidze słowackiej. W latach 1993–2000 nieprzerwanie występował w najwyższej klasie rozgrywkowej w kraju. Swój największy sukces w historii osiągnął w 1996 roku, gdy w finale Pucharu Słowacji pokonał 2:1 Spartaka Trnawa. W sezonie 1996/1997 wystąpił w Pucharze Zdobywców Pucharów. W rundzie kwalifikacyjnej pokonał albański Flamurtari Vlorë (1:0, 2:0). Odpadł jednak w pierwszej rundzie po spotkaniach z AEK Ateny (0:1, 1:2). Od 2000 roku 1. HFC Humenné występuje w pierwszej lidze słowackiej. W 2012 klub zmienił nazwę na ŠK Futura Humenné. W 2015 roku z powodu trudności finansowych klub przeniósł swoją licencję do sąsiedniego Świdnika i czasowo zaprzestał działalności (w Humennem pozostały tylko drużyny młodzieżowe i dziecięce).

## Nazwy
- 1908 – Homonnai Atlétikai Club
- 1945 – HAC Hummené
- 1948 – Sokol Hummené
- 1949 – HAC Hummené
- 1951 – HAC CSZZ Hummené
- 1952 – CSZZ Hummené
- 1953 – DSO Tatran Hummené
- 1959 – Fuzja Lokomotivy Hummené i Chemko Hummené
- 1967 – TJ Chemko Hummené
- 1968 – TJ LCHZZ Hummené
- 1973 – TJ Chemlon Hummené
- 1991 – FC Chemlon Hummené
- 1997 – HFC Hummené
- 2006 – 1. HFC Hummené
- 2012 – ŠK Futura Humenné

## Sukcesy
- Puchar Słowacji:
  - zwycięstwo (1): 1996

## Reprezentanci kraju grający w klubie
- Juraj Buček
- Marián Čišovský
- Pavol Dina
- Peter Dzúrik
- Martin Obsitnik
- Dušan Sninský
- Anton Soltis
- Vladislav Zvara

## Europejskie puchary
Legenda do wszystkich tabel:
- Q – runda eliminacyjna, 1/16, 1/8, 1/4, 1/2 – odpowiednia faza rozgrywek, Grupa – runda grupowa, 1r gr – pierwsza runda grupowa, 2r gr – druga runda grupowa, F – finał, R – runda, PO – play-off
- k. – rzuty karne, los. – losowanie, Dogr. – dogrywka, w. – zasada bramek strzelonych na wyjeździe

| Sezon   | Rozgrywki                 | Runda | Klub             | Dom | Wyjazd | Ogólnie |
| ------- | ------------------------- | ----- | ---------------- | --- | ------ | ------- |
| 1996/97 | Puchar Zdobywców Pucharów | Q     | Flamurtari Wlora | 1–0 | 2–0    | 3–0     |
| 1996/97 | Puchar Zdobywców Pucharów | 1R    | AEK Ateny        | 1–2 | 0–1    | 1–3     |